# William Propsting

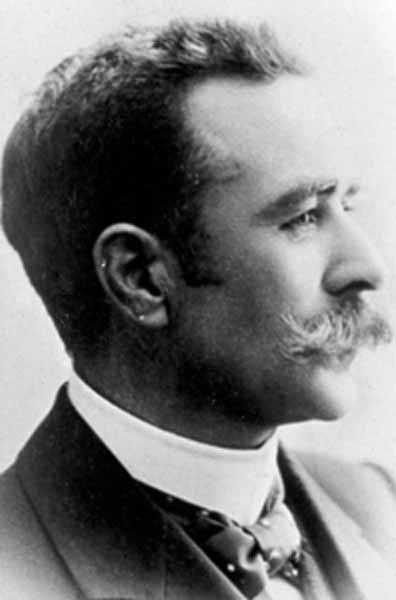
William Propsting (1903)

William Bispham Propsting CMG (* 4. Juni 1861 in Hobart, Tasmanien; † 3. Dezember 1937 ebenda) war ein Politiker der Liberal Democrat Tasmania, der zwischen 1903 und 1904 Premierminister von Tasmanien war.

## Leben
Propsting wurde als Kandidat der Liberal Democrat Tasmania bei den Wahlen am 16. Februar 1899 im Wahlkreis Hobart erstmals zum Mitglied des Repräsentantenhauses (Tasmanian House of Assembly), dem Unterhaus des tasmanischen Parlaments, gewählt und gehörte diesem zunächst bis zur Auflösung dieses Wahlkreises im April 1903 an. Während seiner Parlamentszugehörigkeit fungierte er zwischen Oktober 1901 und April 1903 als Oppositionsführer.
Bei den Wahlen vom 2. April 1903 wurde er dann im Wahlkreis North Hobart wieder zum Mitglied des House of Assembly gewählt und vertrat dort die Interessen der Liberaldemokraten bis zu seinem Mandatsverzicht im März 1906.
Kurz darauf wurde Propsting am 9. April 1903 als Nachfolger des Konservativen Elliott Lewis Premierminister und bekleidete dieses Amt bis zu seiner Ablösung durch den Konservativen John William Evans am 11. Juli 1904. In seiner Regierung übernahm er zugleich auch das Amt des Finanzministers (Treasurer).
Nach Beendigung seiner Amtszeit fungierte er zwischen Juli 1904 und Dezember 1905 abermals als Oppositionsführer. Am 22. Dezember 1905 wurde Propsting als Parteiloser im Wahlkreis Hobart zum Mitglied des Legislative Council, des Oberhauses des tasmanischen Parlaments gewählt, und gehört damit bis zu seinem Verzicht auf das Mandat im House of Assembly im März 1906 vorübergehend vier Monate beiden Kammern des Parlaments an.
Am 26. Juli 1926 wurde Propsting nach dem Rücktritt von Tetley Gant neuer Präsident des Legislative Council und bekleidete dieses Amt mehr als elf Jahre lang bis zu seinem Tod am 3. Dezember 1937. Nachfolger wurde daraufhin am 7. Dezember 1937 Thomas Murdoch. Für seine langjährigen politischen Verdienste wurde er 1932 Companion des Order of St. Michael and St. George (CMG).